# Osiedle Wojska Polskiego (Olsztyn)

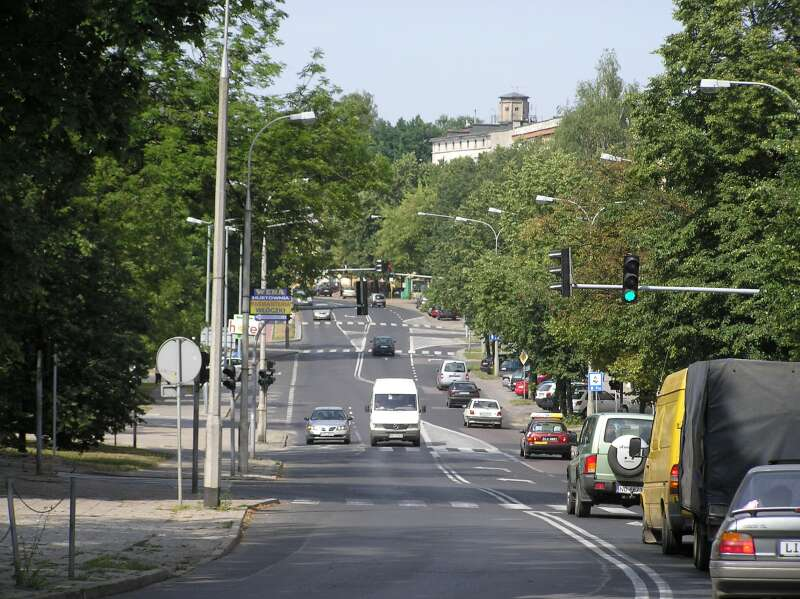
Aleja Wojska Polskiego

Osiedle Wojska Polskiego – osiedle (jednostka pomocnicza gminy), stanowiące część oficjalnego podziału administracyjnego Olsztyna. Administracyjnie osiedlu podlega Jakubowo, na terenie którego znajduje się Jezioro Mummel (Mumel).

## Granice osiedla
- od północy: granicę stanowi granica miasta Olsztyna.
- od wschodu: granica przebiega w kierunku południowym od granic miasta Olsztyna al. Wojska Polskiego, na wysokości ul. Sportowej załamuje się w kierunku wschodnim i biegnie do ul. J.Fałata  następnie granicą Lasu Miejskiego do ul. Oficerskiej, dalej załamuje  się  w  kierunku  południowo-zachodnim  i  przebiega  wzdłuż  ul. Oficerskiej  do ul. Sybiraków, następnie  ul. Sybiraków  do  ul. M. Rataja, ulicą M. Rataja  do nr porządkowego 10, tu załamuje się i przechodzi na zaplecze tej posesji, dalej biegnie wzdłuż ogrodzenia Szkoły Podstawowej Nr 13 dociera do ul. A. Puszkina, następnie przebiega w  kierunku   południowym ul. A. Puszkina do ul. S. Żeromskiego, ulicą S. Żeromskiego do ul. Jagiellońskiej, ulicą  Jagiellońską do ul. S. Okrzei, ulicą S. Okrzei do ul. I. Kraszewskiego, ulicą I. Kraszewskiego do  ul. Klasztornej, ulicą Klasztorną do ul. H. Sienkiewicza do linii kolejowej i graniczy z zachodnią  stroną osiedli Podleśna i Zatorze.
- od południa: granica przebiega w kierunku południowo-zachodnim wzdłuż linii kolejowej i graniczy z północną stroną osiedli Kościuszki i Śródmieście.
- od zachodu: granica przebiega w kierunku północnym po rzece Łynie i graniczy ze wschodnią stroną osiedla Nad Jeziorem Długim oraz Redykajny.

## Ulice i place

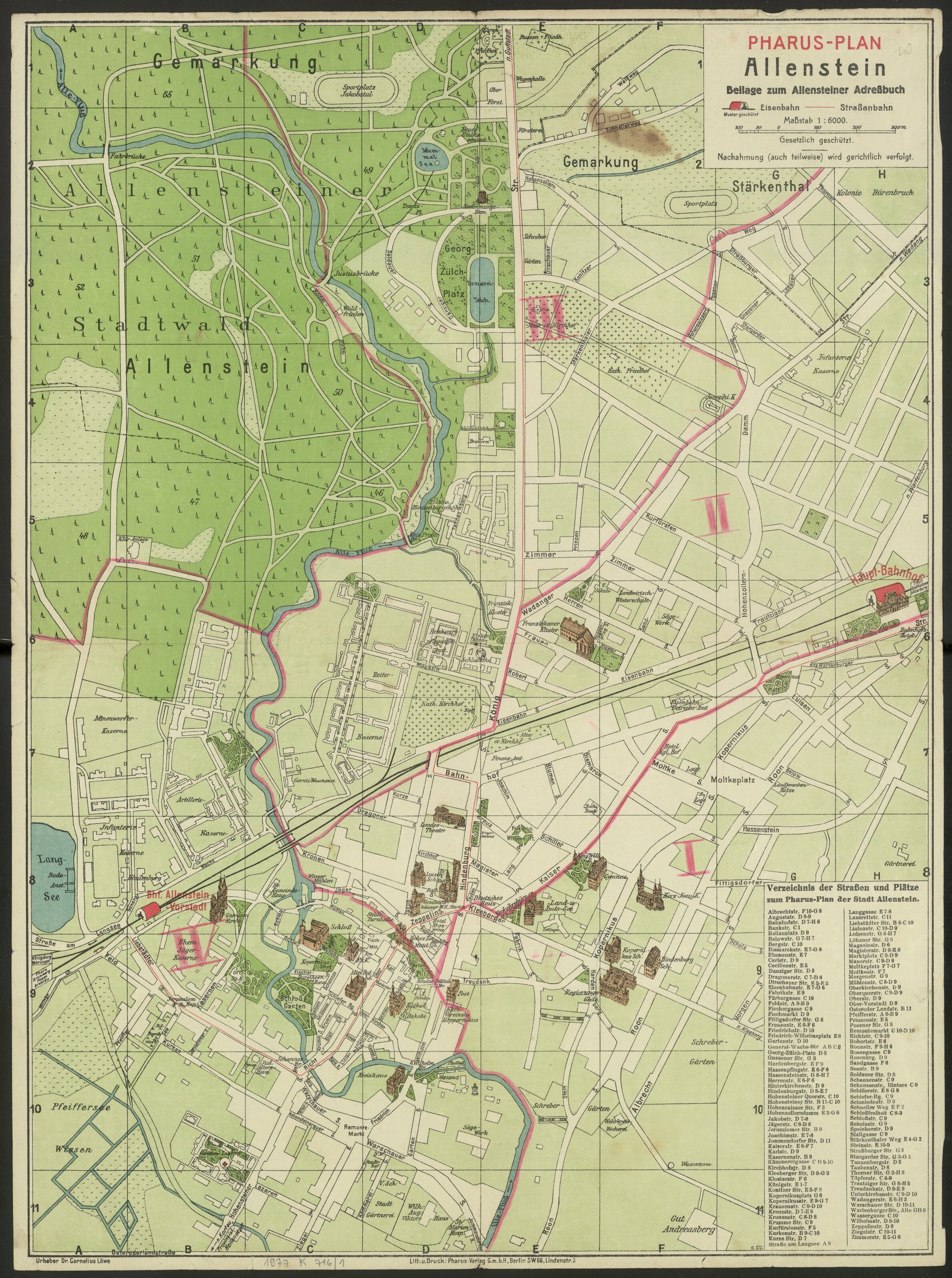
Osiedle na planie Olsztyna z 1925 roku

## Komunikacja miejska
Na terenie osiedla znajduje się obecnie jedna pętla autobusowa. Przez teren osiedla przebiegają trasy 5 linii dziennych oraz jednej nocnej: 107, 110, 117, 136, 309 oraz N02.

## Edukacja
- Zespół Szkół Samochodowych im. por. A.M. Bocheńskiego
- Zespół Szkół Specjalnych
- Przedszkole Miejskie Nr 13
- III Liceum Ogólnokształcące
- Szkoła Podstawowa Nr 5
- Szkoła Podstawowa nr 23

## Opieka zdrowotna
- Szpital Miejski Zespolony
- Wojewódzki Zespół Lecznictwa Psychiatrycznego
- Szpital MSW z Warmińsko-Mazurskim Centrum Onkologii
- Przychodnia Lekarska Zatorze